# Горностай, Гавриил Иванович
Гавриил (Габриэль) Иванович Горностай (ок. 1515 — ок. 1588) — государственный деятель Великого княжества Литовского и Речи Посполитой из рода Горностаев; минский воевода с 22 марта 1566 года, каменецкий староста с 1568 года, берестейский воевода с 6 июля 1576 года, минский староста с 1575 года.

## Биография
Старший сын новогрудского воеводы Ивана Астафьевича Горностая и Анны Васильевны Соломярецкой. Из рода Горностаев герба Гиппоцентавр. Русин, крещён в православную веру, однако вскоре перешёл в кальвинизм. Заложил сборы в Горностайполе и Козаровичах Киевского воеводства. Владел имениями Копылы, Щитники и Балатково в Берестейском повете, Поцеш в Вилькомирском повете, частично имениями Острошицы, Толочин, Басея. В 1566 году подписывал свидетельство о долговых обязательствах на имущество Канарского. Выставлял в войско ВКЛ в 1567 году 49 коней во время Ливонской войны.
С 1566 года — воевода минский, с 1576 года — воевода берестейский, с 1568 года — староста каменецкий, с 1575 года — староста минский. Выставлял в войско в 1567 году 49 коней. В 1569 году подписал Люблинскую унию. В 1573 году подписал декрет, подтверждающий избрание Генриха III королём Польши.
Был женат на Барбаре Войцеховне Ласке, дочери воеводы серадзского. Единственный сын — Иероним.